# Teorema fundamental do cálculo
O teorema fundamental do cálculo é a base das duas operações centrais do cálculo, diferenciação e integração, que são considerados como inversos um do outro. Isso significa que se uma função contínua é primeiramente integrada e depois diferenciada (ou vice-versa), volta-se na função original. Este teorema é de importância central no cálculo tanto que recebe o nome teorema fundamental para todo o campo de estudo. Uma consequência importante disto, às vezes chamada de segundo teorema fundamental do cálculo, permite computar integrais utilizando a antiderivada da função a ser integrada. Em seu livro de 2003 (pág.393), James Stewart credita a ideia que conduziu ao teorema fundamental ao matemático inglês Isaac Barrow apesar da primeira prova conhecida deste teorema ser reconhecida ao matemático escocês James Gregory.
O teorema fundamental do cálculo estabelece a importante conexão entre o Cálculo Diferencial e o Cálculo Integral. O primeiro surgiu a partir do problema de se determinar a reta tangente a uma curva em um ponto, enquanto o segundo surgiu a partir do problema de se encontrar a área sob uma curva no plano cartesiano. Aparentemente, mas apenas aparentemente, entre os dois problemas parece não existir nenhuma relação.
Barrow, professor de Newton em Cambridge, descobriu que os dois problemas estão intimamente relacionados, percebendo que os processos de diferenciação e integração são processos inversos. Entretanto, foram Newton e Leibniz, independentemente, que exploraram essa conexão e desenvolveram o Cálculo.
Em particular, eles perceberam que o Teorema Fundamental permitia encontrar a área de uma figura plana de uma forma muito fácil, sem a necessidade de se calcular a soma de áreas de um número indefinidamente grande de retângulos, mas sim usando a primitiva da função envolvida.
O teorema afirma que se {\displaystyle I} for um intervalo de {\displaystyle \mathbb {R} } com mais do que um ponto e se {\displaystyle f} for uma função contínua de {\displaystyle I} em {\displaystyle \mathbb {R} }, então, para cada {\displaystyle a} ∈ {\displaystyle I} a função {\displaystyle F} de {\displaystyle I} em {\displaystyle \mathbb {R} } definida por
{\displaystyle F(x)=\int _{a}^{x}f(t)\,dt}
é derivável e a sua derivada é precisamente a função {\displaystyle f}. Por outras palavras, {\displaystyle F} é uma primitiva de {\displaystyle f}.

## Intuição
Intuitivamente, o teorema simplesmente diz que a soma de variações infinitesimais em uma quantidade ao longo do tempo (ou ao longo de outra quantidade) adiciona a variação líquida naquela quantidade.
Para explicar esta afirmação, começaremos com um exemplo. Suponha que uma partícula viaja em uma linha reta com sua posição dada por x(t) onde t é o tempo. A derivada desta função é igual a variação infinitesimal em x pela variação infinitesimal do tempo (é claro, a própria derivada é dependente do tempo). Vamos definir esta variação na distância com o tempo como a velocidade v da partícula. Na notação de Leibniz:
{\displaystyle {\frac {dx}{dt}}=v(t)}
Rearranjando a equação, fica claro que:
{\displaystyle dx=v(t)\,dt}
Pela lógica acima, uma variação em x, chamada {\displaystyle \Delta x}, é a soma das variações infinitesimais dx. Que também se iguala à soma dos infinitesimais produtos da derivada e do tempo. Esta soma infinita é a integração; a operação de integração permite recuperar a função original a partir de sua derivada. Claramente, esta operação funciona como inversa já que podemos diferenciar o resultado de nossa integral para recuperar a função velocidade.

## Formalização
Formalmente, o teorema diz o seguinte:
Considere f uma função de valores reais, contínua ou com uma quantidade finita de descontinuidades de salto, definida em um intervalo fechado [a, b]. Se F for a função definida para x em [a, b] por
{\displaystyle F(x)=\int _{a}^{x}f(t)\,dt}
então
{\displaystyle F'(x)=f(x)\,}
para todo x em [a, b].
Considere f uma função contínua de valores reais, definida em um intervalo fechado [a, b]. Se F é uma função tal que
{\displaystyle f(x)=F'(x)\,} para todo x em [a, b]
então
{\displaystyle \int _{a}^{b}f(x)dx=F(b)-F(a)}.

### Corolário
Considere f uma função contínua de valores reais, definida em um intervalo fechado [a, b]. Se F é uma função tal que
{\displaystyle f(x)=F'(x)\,} para todo x em [a, b]
então
{\displaystyle F(x)=\int _{a}^{x}f(t)dt+F(a)}
e
{\displaystyle f(x)={\frac {d}{dx}}\int _{a}^{x}f(t)dt}.

## Prova

### Parte I
É dado que
{\displaystyle F(x)=\int _{a}^{x}f(t)dt}
Considere dois números x1 e x1 + Δx em [a, b]. Então temos
{\displaystyle F(x_{1})=\int _{a}^{x_{1}}f(t)dt}
e
{\displaystyle F(x_{1}+\Delta x)=\int _{a}^{x_{1}+\Delta x}f(t)dt}.
Subtraindo as duas equações
{\displaystyle F(x_{1}+\Delta x)-F(x_{1})=\int _{a}^{x_{1}+\Delta x}f(t)dt-\int _{a}^{x_{1}}f(t)dt\qquad (1)}.
Pode ser mostrado que
{\displaystyle \int _{a}^{x_{1}}f(t)dt+\int _{x_{1}}^{x_{1}+\Delta x}f(t)dt=\int _{a}^{x_{1}+\Delta x}f(t)dt}.
(A soma das áreas de duas regiões adjacentes é igual à área das duas regiões combinadas.)
Manipulando esta equação obtemos
{\displaystyle \int _{a}^{x_{1}+\Delta x}f(t)dt-\int _{a}^{x_{1}}f(t)dt=\int _{x_{1}}^{x_{1}+\Delta x}f(t)dt}.
Substituindo a equação acima em (1) resulta em
{\displaystyle F(x_{1}+\Delta x)-F(x_{1})=\int _{x_{1}}^{x_{1}+\Delta x}f(t)dt\qquad (2)}.
De acordo com o teorema do valor médio para a integração, existe um c em [x1, x1 + Δx] tal que
{\displaystyle \int _{x_{1}}^{x_{1}+\Delta x}f(t)dt=f(c)\Delta x}.
Substituindo a equação acima em (2) temos que
{\displaystyle F(x_{1}+\Delta x)-F(x_{1})=f(c)\Delta x\,}.
Dividindo ambos os lados por Δx temos
{\displaystyle {\frac {F(x_{1}+\Delta x)-F(x_{1})}{\Delta x}}=f(c)}.
Note que a expressão do lado esquerdo da equação é o coeficiente diferencial de Newton para F em x1.
Considere o limite com Δx → 0 em ambos lados da equação.
{\displaystyle \lim _{\Delta x\to 0}{\frac {F(x_{1}+\Delta x)-F(x_{1})}{\Delta x}}=\lim _{\Delta x\to 0}f(c)}
A expressão do lado esquerdo da equação é a definição da derivada de F em x1.
{\displaystyle F'(x_{1})=\lim _{\Delta x\to 0}f(c)\qquad (3)}.
Para encontrar o outro limite, usaremos o teorema do confronto. O número c está no intervalo [x1, x1 + Δx], então x1 ≤ c ≤ x1 + Δx.
Também, {\displaystyle \lim _{\Delta x\to 0}x_{1}=x_{1}} e {\displaystyle \lim _{\Delta x\to 0}x_{1}+\Delta x=x_{1}}.
Assim, de acordo com o teorema do confronto
{\displaystyle \lim _{\Delta x\to 0}c=x_{1}}.
Substituindo em (3), temos
{\displaystyle F'(x_{1})=\lim _{c\to x_{1}}f(c)}.
A função f é contínua em c, então o limite pode ser inserido na função. Assim, temos
{\displaystyle F'(x_{1})=f(x_{1})\,}.
que completa a prova.
(Leithold et al, 1996)

### Parte II
Esta é uma prova limite por Soma de Riemann. É algumas vezes tratada como o segundo teorema fundamental do cálculo  ou axioma de Newton-Leibniz.
Considere f contínua no intervalo [a, b], e F a antiderivada de f. Comece com a quantidade
{\displaystyle F(b)-F(a)\,}.
Considere os números x0 a xn tais que {\displaystyle a=x_{0}<x_{1}<x_{2}<\ldots <x_{n-1}<x_{n}=b}. Que leva a
{\displaystyle F(b)-F(a)=F(x_{n})-F(x_{0})\,}.
Agora, somamos cada F(xi) juntamente com sua inversa aditiva, de forma que a quantidade resultante é igual:
{\displaystyle {\begin{matrix}F(b)-F(a)&=&F(x_{n})\,+\,[-F(x_{n-1})\,+\,F(x_{n-1})]\,+\,\ldots \,+\,[-F(x_{1})+F(x_{1})]\,-\,F(x_{0})\,\\&=&[F(x_{n})\,-\,F(x_{n-1})]\,+\,[F(x_{n-1})\,+\,\ldots \,-\,F(x_{1})]\,+\,[F(x_{1})\,-\,F(x_{0})]\,\end{matrix}}}
A quantidade acima pode ser escrita como a seguinte soma:
{\displaystyle F(b)-F(a)=\sum _{i=1}^{n}[F(x_{i})-F(x_{i-1})]\qquad (1)}
Aqui, aplicamos o teorema do valor médio. Como anteriormente, é o seguinte:
Considere f contínua no intervalo fechado [a, b] e diferenciável no intervalo aberto (a, b). Então existe um c em (a, b) tal que
{\displaystyle f'(c)={\frac {f(b)-f(a)}{b-a}}}.
Segue que
{\displaystyle f'(c)(b-a)=f(b)-f(a)\,}.
A função F é diferenciável no intervalo [a, b]; logo, ela é também diferenciável em cada subintervalo [xi-1, xi]. Logo, de acordo com o teorema do valor médio (acima),
{\displaystyle F(x_{i})-F(x_{i-1})=F'(c_{i})(x_{i}-x_{i-1})\,}.
Substituindo a equação acima em (1), temos
{\displaystyle F(b)-F(a)=\sum _{i=1}^{n}[F'(c_{i})(x_{i}-x_{i-1})]}.
Agora, por hipótese temos que {\displaystyle F'(c_{i})=f(c_{i})}. Além disso, {\displaystyle x_{i}-x_{i-1}} pode ser expressado como {\displaystyle \Delta x} de partição {\displaystyle i}. e portanto
{\displaystyle F(b)-F(a)=\sum _{i=1}^{n}[f(c_{i})(\Delta x_{i})]\qquad (2)}

Uma sequência convergente de somas de Riemann. O número na parte superior é a soma das áreas dos retângulos azuis. O valor converge para o integral da função.

Note que estamos descrevendo a área de um retângulo, como o produto de sua largura pelo comprimento, e somando as áreas obtidas. Cada retângulo, por virtude do teorema do valor médio, descreve uma aproximação da seção da curva traçada. Note também que {\displaystyle \Delta x_{i}} não precisa ser o mesmo para qualquer valor de {\displaystyle i}, ou em outras palavras que as larguras dos retângulos podem diferir. O que temos de fazer é aproximar a largura da curva com {\displaystyle n} retângulos. Agora, com o tamanho das divisões cada vez menor e {\displaystyle n} aumentando, resultando em maior número de partições para cobrir o espaço, chegaremos mais e mais perto da real área da curva.
Tomando-se o limite da expressão com a norma das partições tendendo a zero, chegamos na Integral de Riemann. Que quando, tomamos o limite quando a mais larga das partições aproxima-se de zero em tamanho, então temos que todas as outras partições são menores e o número de partições se aproxima do infinito.
Então, tomamos o limite em ambos lados de (3). Que resulta
{\displaystyle \lim _{\|\Delta \|\to 0}F(b)-F(a)=\lim _{\|\Delta \|\to 0}\sum _{i=1}^{n}[f(c_{i})(\Delta x_{i})]}
Nem F(b) nem F(a) são dependentes de ||Δ||, então o limite do lado esquerdo fica F(b) - F(a).
{\displaystyle F(b)-F(a)=\lim _{\|\Delta \|\to 0}\sum _{i=1}^{n}[f(c_{i})(\Delta x_{i})]}
A expressão do lado direito da equação define a integral ao longo de f de a até b.
Logo, obtemos
{\displaystyle F(b)-F(a)=\int _{a}^{b}f(x)\,dx}
que completa a prova.

## Exemplos
Como um exemplo, suponha que precisamos calcular
{\displaystyle \int _{2}^{5}x^{2}\,dx}
Aqui, {\displaystyle f(x)=x^{2}} e podemos usar {\displaystyle F(x)=(1/3)x^{3}} como a antiderivada.
Logo:
{\displaystyle \int _{2}^{5}x^{2}\,dx=F(5)-F(2)={125 \over 3}-{8 \over 3}={117 \over 3}=39.}

## Generalizações
Não precisamos assumir a continuidade de f em toda a extensão do intervalo. A Parte I do teorema diz que: se f é uma função integral de Lebesgue qualquer em {\displaystyle [a,b]} e {\displaystyle x_{0}} é um número em {\displaystyle [a,b]} tal que {\displaystyle f} é contínuo em {\displaystyle x_{0}}, então
{\displaystyle F(x)=\int _{a}^{x}f(t)\,dt}
é diferenciável para {\displaystyle x=x_{0}} com {\displaystyle F'(x_{0})=f(x_{0})}. Podemos tirar ainda mais restrições de f e supor que ela é pelo menos localmente integrável. Neste caso, podemos concluir que a função F é diferenciável quase em toda sua extensão e F'(x)=f(x) em quase toda sua extensão. Isto é geralmente conhecido como Teorema da diferenciação de Lebesgue.
A Parte II do teorema é verdadeira para qualquer função integral de Lebesgue f que possui uma antiderivada F (nem todas a funções integrais possuem, entretanto).
A versão do teorema de Taylor que expressa o termo erro como uma integral pode ser visto como uma generalização do teorema fundamental.
Há uma versão do teorema para funções de números complexos: suponha que U é um conjunto aberto em C e f: U -> C é uma função que tem uma antiderivada holomórfica F em U. Então para cada curva γ : [a, b] -> U, a curva integral pode ser computada como
{\displaystyle \oint _{\gamma }f(z)\,dz=F(\gamma (b))-F(\gamma (a)).}
O teorema fundamental pode ser generalizado para curvas e superfícies integrais em maiores dimensões e em manifolds. 
E a mais poderosa declaração nesta direção é o Teorema de Stokes.